# Öffentliches Baurecht (Deutschland)
Beim öffentlichen Baurecht handelt es sich in Deutschland um ein Teilgebiet des besonderen Verwaltungsrechts, das Zulässigkeit, Grenzen, Ordnung und Förderung der baulichen Nutzung des Bodens regelt. In Abgrenzung dazu regelt das private Baurecht den Interessenausgleich privater Grundstückseigentümer und umfasst darüber hinaus das Bauvertragsrecht.
Das öffentliche Baurecht teilt sich in das Bauplanungsrecht und das Bauordnungsrecht. Ersteres regelt die rechtliche Qualität des Bodens sowie dessen Nutzbarkeit. Letzteres befasst sich mit den technischen Anforderungen an bauliche Anlagen und den Gefahren, die von diesen ausgehen. Während das Bauplanungsrecht durch den Bund geregelt wird, liegt das Bauordnungsrecht in der Hand der Länder. Der Vollzug des öffentlichen Baurechts, etwa durch Erteilung von Baugenehmigungen sowie durch Einschreiten bei Verstößen gegen das öffentliche Baurecht, erfolgt durch die Bauaufsichtsbehörden.

Bedeutende Rechtsquellen des Bauplanungsrechts sind das Baugesetzbuch (BauGB), die Baunutzungsverordnung (BauNVO), die Immobilienwertermittlungsverordnung und die Planzeichenverordnung. Das Bauordnungsrecht wird im Wesentlichen durch die Landesbauordnungen geregelt. Daneben bestehen zahlreich Satzungen und Verordnungen der Gemeinden, die vor allem auf Grundlage des BauGB und der Landesbauordnungen erlassen wurden.

## Entstehungsgeschichte
Städtebauliche Regelungen existieren, seitdem das Bedürfnis aufkam, die bauliche Nutzung des Bodens zu regeln. Erst das 19. Jahrhundert brachte in Deutschland aber ein eigenständiges städtebauliches Regelwerk hervor, das in der zweiten Hälfte des 19. Jahrhunderts zur Kodifizierung auf Landesebene führte. In Preußen bestanden zu dieser Zeit zwei große Rechtskulturen: In den westlichen Gebieten galten der französische Code Napoléon und die Bürgermeisterverfassung der Städteordnung von 1856. In den alten Provinzen galt das Preußische Allgemeine Landrecht von 1794 und die Magistratsverfassung nach der Städteordnung von 1853. Das Baupolizeirecht speiste sich aus Ortsrecht und in den Gebieten östliche der Elbe aus den §§ 65 ff. I 8 ALR (Einschränkungen des Eigenthümers bey dem Bauen).
§ 65 I 8 ALR lautete wie folgt: In der Regel ist jeder Eigenthümer seinen Grund und Boden mit Gebäuden zu besetzen oder sein Gebäude zu verändern wohl befugt. Der hieraus fließende Grundsatz der Baufreiheit, war allerdings durch nachfolgende Vorschriften wieder beschnitten, besonders durch § 66 I 8 ALR der wie folgt lautete: Doch soll zum Schaden oder zur Unsicherheit des gemeinen Wesens, oder zur Verunstaltung der Städte und öffentlichen Plätze, kein Bau und keine Veränderung vorgenommen werden.
Das Preußische Oberverwaltungsgericht setzte der Einschränkung durch § 66 I 8 ALR jedoch schon dadurch Grenzen, dass sie einschränkend nur zur Gefahrenabwehr greife. Auf Grundlage dieser Vorschrift ergingen auch die Vorschriften zur Abgrenzung von Straßen und Plätzen von sonstigen Flächen durch Fluchtlinien. Die Gemeinden hatten hierbei bis zum Erlass des Preußischen Ministers für Handel vom 12. Mai 1855 keine Mitwirkungsrechte. Bebauungspläne waren insgesamt also nicht mehr als die schriftliche Niederlegung von Fluchtlinien für ein bestimmtes Gebiet.
Trotz mehrerer vorhergehender Versuche (Entwurf einer Wegeordnung von 1865, HerrenH Drucks. 11; Entwurf eines Gesetzes betr. die Bauten in Städten und Dörfern von 1866, HerrenH Drucks. 11) gelang erst mit dem Gesetz betreffend die Anlegung und Veränderung von Straßen und Plätzen in Städten und ländlichen Ortschaften vom 2. Juli 1875 eine gesetzliche Regelung des Fluchtlinienrechts und der Entschädigungsproblematik. Wesentliches Motiv für seine Schaffung war, die nach dem Krieg von 1870/1871 wachsenden wirtschaftlichen Schwierigkeiten der Gemeinden zu bekämpfen: Erstmals war ihnen nun das Recht übertragen, selbständig Fluchtlinien festzusetzen und der Entschädigungsanspruch Privater auf ein erträgliches Maß begrenzt.
Im Rückblick konnte das Gesetz den überspannten Erwartungen nicht gerecht werden, es sei „der Keim zur lebensunfähigen Klumpentwicklung unserer Großstädte geworden“. Das Gesetz ließ auch die Einheit von Grundriss und Aufriss völlig außer Acht: Das Fluchtlinienrecht war Sache der Gemeinden, das Baupolizeirecht aber eine eigenständige Rechtsmaterie in Händen der Baupolizei, was dazu führte, dass in Ermangelung rechtlicher Möglichkeiten einzuschreiten die Grundstücke in der Tiefe stark bebaut wurden. Das Fehlen eines Umlegungsrechts zwang Private dazu, Bauparzellen oft zu hohen Preisen zusammenzukaufen, um die Grundstücke entsprechend den vorgegebenen Fluchtlinien bebauen zu können. Der Zwischenhandel von Grundstücken durch Terraingesellschaften, die große Gebiete aufkauften und die durch die neue Parzellierung im Wert gesteigerten Grundstücke mit Gewinn weiterzuverkaufen, blühte. Ein erster Entwurf zur Schaffung eines Umlegungsrechts durch den Frankfurter Oberbürgermeister Franz Adickes von 1892 blieb im Herrenhaus über Jahre in Beratungsgremien stecken und konnte erst am 28. Juli 1902 als Gesetz betreffend die Umlegung von Grundstücken in Frankfurt am Main, auch als Lex Adickes bezeichnet, erlassen werden.
Viel Beachtung in Deutschland erlangte das Allgemeine Baugesetz des Königreichs Sachsen von 1900, das erstmals das gesamte Baurecht (Bauplanungsrecht und Bauordnung) in einem einzigen Erlass zusammenfasste.
Im Jahre 1950 begannen die Vorbereitungen einer bundesweit einheitlichen Regelung des Baurechts für die neugegründete Bundesrepublik. Im Bundesministerium für Wohnungsbau entstand so bis Herbst 1950 der Entwurf zu einem Baugesetz für die Bundesrepublik Deutschland, der sich weitgehend an den Vorarbeiten Wilhelm Dittus’ und Ludwig Wambsganz’ orientierte. Umstritten war, in welchem Umfang der Bund hierfür die Gesetzgebungskompetenz besaß. Eine Bundeskompetenz besteht gemäß Art. 30, Art. 70 des Grundgesetzes (GG) lediglich so weit, wie dieses dem Bund eine solche zuweist. Art. 74 Absatz 1 Nummer 18 GG gibt diesem die Kompetenz für das Bodenrecht. Da zwischen Bund und den Ländern umstritten war, welche Regelungsbereiche unter den Begriff Bodenrecht fallen, beauftragte der Bund das Bundesverfassungsgericht mit der Erstellung eines Rechtsgutachtens, das diese Streitfrage klären sollte. Das Bundesverfassungsgericht sprach dem Bund die Kompetenz für das Recht der städtebaulichen Planung, der Baulandumlegung, der Zusammenlegung von Grundstücken, des Bodenverkehrs, der Erschließung sowie der Bodenbewertung zu. Nicht zugesprochen wurde ihm die Kompetenz für das Bauordnungsrecht. Infolgedessen schuf der Gesetzgeber das Bundesbaugesetz, das 1960 in Kraft trat und regelmäßig an aktuelle Bedürfnisse im Bereich des Baurechts angepasst wurde. 1987 wurde dieses Gesetz in das Baugesetzbuch umbenannt. In den folgenden Jahren erfolgten weitere Anpassungen des Gesetzes, von denen einige maßgeblich durch europäische Richtlinien beeinflusst wurden.

## Bauleitplanung
Mithilfe der Bauleitplanung bestimmt eine Gemeinde, in welcher Weise ihr Gemeindegebiet baulich genutzt werden soll. Bedeutende Instrumente hierfür sind der Flächennutzungsplan und der Bebauungsplan. Gemäß § 1 Absatz 3 BauGB, § 2 Absatz 1 BauGB werden diese durch die Gemeinde aufgestellt.
Beiden Bauleitplänen ist gemeinsam, dass Fehler bei der Planaufstellung gemäß § 214 Absatz 1 Satz 1 BauGB die Wirksamkeit des Plans lediglich dann berühren, wenn dies gesetzlich ausdrücklich vorgesehen ist. Ist ein Fehler gemäß § 214 BauGB grundsätzlich beachtlich, kann er gemäß § 215 BauGB zudem durch Zeitablauf unbeachtlich werden. Diese besonderen Fehlerfolgenregelungen dienen dem Schutz der Bestandskraft von Bauleitplänen.

### Flächennutzungsplan

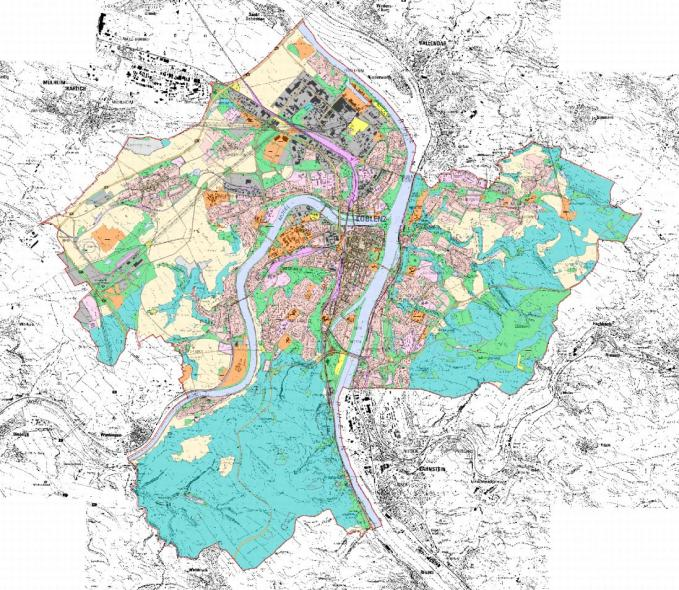
Flächennutzungsplan von Koblenz.

Grundlage der Bauleitplanung bildet der Flächennutzungsplan. Er erfasst gemäß § 5 Absatz 1 Satz 1 BauGB grundsätzlich das gesamte Gebiet der planenden Gemeinde und stellt die Grundzüge der dortigen Bodennutzung dar. Hierzu bestimmt er gemäß § 5 Absatz 2 BauGB beispielsweise, welche Flächen in welcher Weise bebaubar sein sollen und welche Infrastruktur errichtet werden soll. Stellt eine Gemeinde einen Flächennutzungsplan auf, muss sie diesen gemäß § 6 BauGB durch die nächsthöhere Behörde genehmigen lassen.

### Bebauungsplan

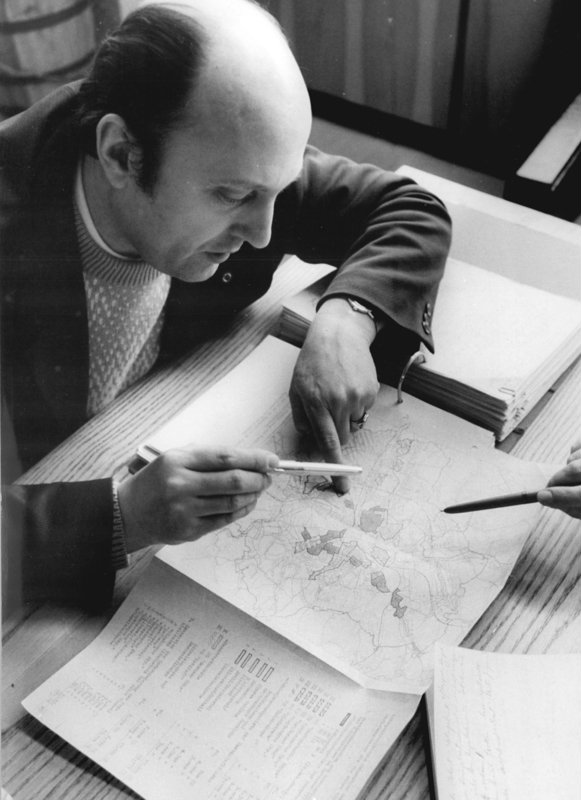
Architekt mit Bebauungsplan

Mithilfe des Bebauungsplans regelt eine Gemeinde, unter welchen Voraussetzungen ein Bauvorhaben innerhalb des beplanten Gebiets rechtlich zulässig ist. Gemäß § 1 Absatz 3 BauGB ist die Gemeinde zur Aufstellung eines Bebauungsplans verpflichtet, soweit dies die städtebauliche Entwicklung und Ordnung erfordern. Gemäß § 10 Absatz 1 BauGB besitzt der Bebauungsplan die Rechtsform einer Satzung.
Welche Festsetzungen Inhalt eines Bebauungsplans sein können, regelt § 9 BauGB. Möglich sind etwa Regelungen zur Abgrenzung der Baugrundstücke, zur Errichtung von Verkehrsflächen und öffentlichen Grünflächen sowie zu Art und Maß der baulichen Nutzung. Ein Bebauungsplan kann weiterhin Abmessungen und Anordnung von Gebäuden genau vorgeben, etwa mithilfe von Baulinien. Alternativ besteht die Möglichkeit, durch einen Bebauungsplan einen Rahmen zu stecken, der überbaubare Grundstücksflächen ausweist. Der Plan kann ferner gestalterische Vorgaben machen, etwa zur Dachform, Dachneigung, Dachausrichtung sowie zu den Baumaterialien.

#### Formelle Rechtmäßigkeit
Gemäß § 2 Absatz 1 Satz 2 BauGB beginnt die Aufstellung eines Bebauungsplans mit der Fassung eines entsprechenden Gemeinderatsbeschlusses, der ortsüblich bekannt gemacht wird. Im Anschluss erarbeitet die Gemeinde einen Planentwurf. Im Zuge dessen führt sie gemäß § 2 Absatz 4 BauGB eine Umweltprüfung durch. Zudem beteiligt sie gemäß § 3 Absatz 1 BauGB die Öffentlichkeit und die betroffenen Behörden an der Planung. Hierdurch sollen diese möglichst frühzeitig an der Planung beteiligt werden.
Hat die Gemeinde einen begründeten Entwurf und einen Umweltbericht ausgearbeitet, führt sie gemäß § 3 Absatz 2 BauGB eine förmliche Öffentlichkeitsbeteiligung durch. Hierzu legt sie ihren Entwurf einen Monat lang zur Einsichtnahme aus und macht dies ortsüblich bekannt. Innerhalb dieser Zeit können Dritte Stellungnahmen zum Plan abgeben. Bei der Auslegung muss die Gemeinde umfassend über die Rechtsschutzmöglichkeiten gegen den Plan informieren.
Gemäß § 2 Absatz 3 BauGB ermittelt und gewichtet die Gemeinde weiterhin alle Belange, welche durch ihre Planung mehr als geringfügig berührt werden und daher für die spätere Abwägung gemäß § 1 Absatz 7 BauGB von Belang sind. Diesen vorbereitenden Verfahrensschritt schuf der Gesetzgeber in Anlehnung an die europäischen Plan-UP- und Plan-UVP-Richtlinien durch das EAG Bau von 2004. Bis zu dessen Inkrafttreten betrachtete die Rechtswissenschaft diese Schritte als Bestandteile der materiellen Abwägung. Das herrschende Schrifttum bemängelt deren verfahrensrechtliche Einordnung: Ein Ermitteln und Bewerten sei seiner Natur nach ein materiell-rechtlicher Vorgang. Eine verfahrensrechtliche Einordnung schaffe eine unnötige und künstliche Aufspaltung des Abwägungsvorganges.
Im Anschluss fasst die Gemeinde einen abschließenden Beschluss über den Bebauungsplan. Dieser tritt gemäß § 10 Absatz 3 Satz 4 BauGB mit ortsüblicher Bekanntmachung des Beschlusses in Kraft.

#### Materielle Rechtmäßigkeit

##### Planrechtfertigung
Die Wirksamkeit eines Bebauungsplans setzt voraus, dass dieser gerechtfertigt ist. Gemäß § 1 Absatz 3 Satz 1 BauGB trifft dies zu, soweit der Plan für die städtebauliche Entwicklung und Ordnung erforderlich ist. Beim Merkmal der Erforderlichkeit handelt es sich um einen unbestimmten Rechtsbegriff, der wegen der gemeindlichen Planungshoheit lediglich bedingt justiziabel ist. Das Gericht kann daher lediglich prüfen, ob der Plan offensichtlich nicht die Funktion erfüllt, die er nach dem BauGB erfüllen soll. An der Erforderlichkeit des Plans fehlt es etwa, falls die Gemeinde mit dem Plan kein städtebauliches Ziel verfolgt. Dies trifft etwa zu, falls die Gemeinde lediglich verhindern will, dass bestimmte Vorhaben im Plangebiet zulässig sind, sie also eine Verhinderungsplanung betreibt. Ebenfalls nicht erforderlich ist ein Plan, der aus tatsächlichen oder rechtlichen Gründen nicht vollzugsfähig ist oder in angemessener Zeit keinerlei Aussicht auf Verwirklichung hat. Fehlt die Planrechtfertigung, ist der Bebauungsplan nichtig.

##### Planerische Abwägung
Dem Plan muss weiterhin gemäß § 1 Absatz 7 BauGB eine Abwägung zugrunde liegen, die sämtliche Belange angemessen würdigt, die durch den Plan mehr als geringfügig berührt werden. Hierzu vergleicht die Gemeinde die ermittelten Belange miteinander und versucht, Spannungen zwischen einzelnen Belangen so effektiv wie möglich aufzulösen. Unterläuft ihr hierbei ein Fehler, liegt eine Abwägungsdisproportionalität vor, die gemäß § 214 Absatz 1 Satz 1 Nummer 1, Absatz 3 Satz 2 BauGB einen stets beachtlichen Fehler darstellt und daher zur Nichtigkeit des Plans führt.
Bei ihrer Abwägung muss die Gemeinde einige zwingende Vorgaben berücksichtigen. Gemäß § 8 Absatz 2 Satz 1 BauGB muss der Plan grundsätzlich aus dem Flächennutzungsplan heraus entwickelt werden (Entwicklungsgebot). Weiterhin muss er die Ziele der Raumordnung berücksichtigen.
Die Bauleitpläne der Gemeinden sollen zudem die Interessen der Nachbargemeinden nicht belasten. Deshalb muss sich die Gemeinde mit diesen gemäß § 2 Absatz 2 Satz 1 BauGB abstimmen. Dies bezeichnet die Rechtswissenschaft als interkommunales Abstimmungsgebot. Benachbart ist hierbei nicht nur im räumlichen Sinne zu verstehen. Eine Gemeinde ist auch dann benachbart, wenn sie von den Auswirkungen der Planung betroffen ist. Eine Abstimmung ist erforderlich, wenn von der Umsetzung des Bebauungsplans unmittelbare Auswirkungen gewichtiger Art auf die städtebauliche Ordnung oder Entwicklung der betroffenen Nachbargemeinde ausgehen.

### Rechtsschutz gegen Bebauungspläne
Ein Bebauungsplan kann auf zwei Arten vor dem Verwaltungsgericht angegriffen werden: Durch ein Normenkontrollverfahren nach § 47 VwGO sowie durch eine Inzidentkontrolle im Rahmen einer verwaltungsgerichtlichen Klage. In einem Normenkontrollverfahren sind gemäß § 47 Absatz 2 VwGO Personen und Behörden antragsberechtigt. Stellt eine Person den Antrag, muss sie gemäß § 47 Absatz 2 Satz 1 VwGO antragsbefugt sein. Dies trifft zu, soweit sie geltend macht, in einem eigenen Recht verletzt zu sein und diese Verletzung nicht offensichtlich ausgeschlossen ist. Die notwendige Selbstbetroffenheit besteht in erster Linie für Personen, die dem Plan unterworfen sind. Eine Behörde kann einen Normenkontrollantrag stellen, falls sie den zu überprüfenden Plan anwenden muss. Prüfungsmaßstab ist die Gültigkeit des Bebauungsplanes. Maßgeblicher Beurteilungszeitpunkt für die Rechtmäßigkeit des Plans ist gemäß § 214 Absatz 3 Satz 1 BauGB der der Beschlussfassung.

### Sicherung der Bauleitplanung
§ 14 – § 28 BauGB bieten der Gemeinde mehrere Instrumente, mit der diese verhindern kann, dass die Verwirklichung eines Bauleitplans, der in absehbarer Zeit in Kraft treten soll, dadurch vereitelt wird, dass auf Grundlage der noch geltenden Rechtslage Vorhaben genehmigt werden.

#### Veränderungssperre, § 14 BauGB
Eine Veränderungssperre hat gemäß § 14 Absatz 1 BauGB zur Folge, dass Vorhaben für einen Zeitraum von maximal zwei Jahren nicht genehmigt werden, sodass die gegenwärtige bauliche Lage erhalten bleibt. Hiervon sind gemäß § 14 Absatz 3 BauGB lediglich wenige Vorhaben aus Gründen des Bestandsschutzes ausgenommen. Der Erlass einer Veränderungssperre setzt voraus, dass die Gemeinde einen Beschluss über die Aufstellung eines Bebauungsplans aufstellt und ortsüblich bekannt macht. Zudem muss die Sperre zur Sicherung der Planung erforderlich sein. Hieran fehlt es etwa, wenn die Planung noch zu allgemein gehalten ist, um konkrete schutzfähige Elemente zu enthalten.
Eine Veränderungssperre wird gemäß § 16 Absatz 1 BauGB als Satzung beschlossen. Sie gilt gemäß § 17 Absatz 1 Satz 1 BauGB grundsätzlich bis zum Ablauf von zwei Jahren. Beim Wegfall ihrer Voraussetzungen muss sie durch die Gemeinde außer Kraft gesetzt werden. Gemäß § 17 Absatz 5 BauGB tritt die Veränderungssperre außer Kraft, sobald sie funktionslos wird. Eine Veränderungssperre bedarf also der fortlaufenden Rechtfertigung durch das Planungsziel. Nach Ansicht des Bundesverwaltungsgerichts tritt sie auch dann außer Kraft, falls der zu schützende Bebauungsplan infolge einer konkreten Normenkontrolle nach § 47 VwGO für nichtig erklärt wird.

#### Zurückstellung von Baugesuchen, § 15 BauGB
Ihre Planung kann die Gemeinde ebenfalls mithilfe der Zurückstellung von Baugesuchen gemäß § 15 BauGB schützen. Hierbei handelt es sich um einen Verwaltungsakt, der unter den Voraussetzungen der Veränderungssperre zulässig ist. Zusätzlich muss die Zulassung des Vorhabens dazu führen, dass die Bauleitplanung ohne die Zurückstellung wesentlich erschwert würde. Die Zurückstellung gibt der Baubehörde das Recht, für einen Zeitraum von höchstens einem Jahr nicht über einen Antrag auf Erteilung einer Baugenehmigung zu entscheiden.

## Bauordnungsrecht
Das Bauordnungsrecht regelt die technischen Anforderungen an bauliche Anlagen sowie die Abwehr von Gefahren, welche von diesen ausgehen. Diese Regelungszwecke fallen gemäß Art. 30, 70 GG in die Gesetzgebungskompetenz der Länder, weswegen das Bauordnungsrecht in Landesgesetzen geregelt ist. Im Mittelpunkt des Bauordnungsrechts stehen die Landesbauordnungen. Diese orientieren sich an einem Musterentwurf, weswegen sie in ihren systematischen Grundlinien zahlreiche Ähnlichkeiten aufweisen.
Der Begriff der baulichen Anlage wird in einigen Landesbauordnungen definiert. Gemäß Art. 2 Absatz 1 Satz 1 der Bayerischen Bauordnung handelt es sich hierbei beispielsweise um eine mit dem Erdboden verbundene und aus Bauprodukten hergestellte Anlage, die nach ihrem Verwendungszweck dazu bestimmt ist, überwiegend ortsfest benutzt zu werden.
Die Bauordnungen regulieren die Bebaubarkeit von Grundstücken beispielsweise durch die Pflicht zum Erhalt von Abstandsflächen zu Nachbargrundstücken. Ferner machen sie Vorgaben etwa zur Raumhöhe, zu Aufenthaltsräumen im Keller oder im Dachgeschoss, zu Feuerschutzanforderungen. Die Mehrzahl der Bundesländer macht zudem Vorgaben zum Bau von PKW-Stellplätzen.
Die Bauordnungen sehen für die Durchsetzung des öffentlichen Baurechts zwei Wege vor: Zum einen beugen sie Rechtsverstößen vor, indem sie das Recht, eine Anlage zu bauen, an die Erteilung einer Baugenehmigung knüpfen. Zum anderen ermächtigen sie die Bauaufsichtsbehörden zum Einschreiten gegen Rechtsverstöße.

### Prävention

#### Baugenehmigungsverfahren
Die verfassungsrechtliche Gewährleistung des Eigentums durch Art. 14 Absatz 1 Satz 1 GG umfasst das Recht, ein Grundstück ungehindert zu bebauen. Allerdings wird das Eigentumsrecht gemäß Art. 14 Absatz 1 Satz 2 GG durch den Gesetzgeber ausgestaltet, weswegen er die freie Nutzung des Eigentums beschränken darf. Hinsichtlich der Baufreiheit entschied er sich aufgrund der potentiell großen Gefahren, die von baulichen Anlagen ausgehen können, für eine grundsätzliche Genehmigungspflicht: Eine bauliche Anlage darf erst errichtet, in ihrer Substanz oder ihrer Nutzung geändert oder abgerissen werden, wenn dies durch die Baubehörde genehmigt worden ist. Somit steht das Recht, zu bauen, grundsätzlich unter einem präventiven Verbot mit Erlaubnisvorbehalt. Aufgrund des verfassungsrechtlichen Schutzes der Baufreiheit liegt diese Entscheidung hierüber jedoch im Regelfall nicht im Ermessen der Baubehörde: Ist ein Vorhaben mit den Vorschriften des öffentlichen Rechts vereinbar, hat der Bürger einen Anspruch auf Erteilung der Baugenehmigung. Zu den maßgeblichen Vorschriften zählen insbesondere diejenigen des Bauplanungs- und des Bauordnungsrechts.
Von der grundsätzlichen Genehmigungspflicht machen die Landesbauordnungen Ausnahmen: Kleinere Anlagen, bei denen ein geringes Bedürfnis nach bauaufsichtsrechtlicher Kontrolle besteht, bedürfen oft nur noch einer Bauanzeige. Für bestimmte Anlagen sehen die Landesbauordnungen weiterhin ein vereinfachtes Genehmigungsverfahren vor, in dem die Baubehörde eine eingeschränkte Kontrolle der Anlage vornimmt.
Das Genehmigungsverfahren wird auf Antrag des Bauherrn eingeleitet. Am Verfahren beteiligt sind die Bauaufsichtsbehörde, die Gemeinde, innerhalb deren Gebiet gebaut werden soll, Nachbarn sowie andere Behörden, deren Zuständigkeitsbereiche berührt werden. Seinen Abschluss findet das Verfahren in der Erteilung oder Versagung der Baugenehmigung. Wird die Baugenehmigung erteilt, stellt sie die Vereinbarkeit der Anlage mit öffentlich-rechtlichen Vorschriften fest und gestattet den Bau. Daher stellt sie einen Verwaltungsakt (§ 35 des Verwaltungsverfahrensgesetzes) dar. Verweigert die Baubehörde die Genehmigung, kann der Bauherr mittels einer Verpflichtungsklage (§ 42 Absatz 1 Alternative 2 VwGO) auf deren Erteilung klagen. In einigen Bundesländern bedarf es gemäß § 68 Absatz 1 Satz 1 VwGO zuvor der Durchführung eines Widerspruchsverfahrens.
Uneinheitlich geregelt ist das Verhältnis der Baugenehmigung zu anderen Genehmigungsarten, etwa in den Bereichen des Gewerbe- und Immissionsschutzrechts. In einigen Ländern, etwa Rheinland-Pfalz, ergeht die Baugenehmigung erst, wenn die Anlage unter allen öffentlich-rechtlichen Gesichtspunkten zulässig ist. In anderen Ländern, etwa Bayern, beschränkt sich das Genehmigungsverfahren auf die Prüfung baurechtlicher Vorschriften, sodass die Genehmigung bereits dann erteilt wird, wenn die Anlage mit Bauplanungs- und Bauordnungsrecht vereinbar ist. In Brandenburg und Hamburg schließt die Baugenehmigung andere öffentlich-rechtliche Genehmigungen ein.

#### Besondere Verfahren
Der Bauvorbescheid gibt dem Bauherren die Möglichkeit, frühzeitig Gewissheit hinsichtlich der baurechtlichen Zulässigkeit wesentlicher Elemente einer Anlage zu erlangen. Er besitzt die Rechtsnatur eines Verwaltungsakts und ergeht infolge einer Anfrage des Bauherrn. Durch den Vorbescheid stellt die Behörde rechtsverbindlich fest, dass die Aspekte, zu denen der Bauherr angefragt hatte, der Zulässigkeit der Anlage nicht entgegenstehen. Damit nimmt er Auszüge aus der späteren Baugenehmigung vorweg. Er gestattet jedoch nicht den Baubeginn.
Bei der Teilbaugenehmigung handelt es sich um eine Baugenehmigung, die sich auf einen Teil einer Anlage bezieht. Anders als der Vorbescheid geht die Teilbaugenehmigung über eine bloße Feststellung hinaus, indem sie den teilweisen Bau der Anlage gestattet.
Handelt es sich beim Bauherrn um einen Hoheitsträger, kann das reguläre Genehmigungsverfahren durch ein Zustimmungsverfahren ersetzt werden. Hierbei kann die Baubehörde ein Vorhaben für zulässig erklären, indem sie diesem zustimmt.

### Repression
Die Landesbauordnungen weisen den Bauaufsichtsbehörden die Aufgabe zu, die Einhaltung baurechtlicher Normen durch bereits errichtete Anlagen zu überwachen und gegen baurechtswidrige Zustände einzuschreiten. Um dieses Ziel durchzusetzen, weisen die Landesbauordnungen den Bauaufsichtsbehörden umfangreiche Eingriffsbefugnisse zu. § 61 Absatz 1 Satz 2 der Landesbauordnung Nordrhein-Westfalens ermächtigt beispielsweise zur Vornahme von Maßnahmen, die zur Herstellung baurechtskonformer Zustände erforderlich sind. Dies geschieht durch den Erlass von Verwaltungsakten. Typischerweise verpflichten diese zur Stilllegung, zur Nutzungsuntersagung oder zur Beseitigung eines Baus. Die Entscheidung über Ob und Wie des Einschreitens stellen die einschlägigen Vorschriften grundsätzlich ins Ermessen der Behörde.
In Rechtswissenschaft und Praxis hat sich als Anhaltspunkt für Art und Weise der Ermessensausübung die Unterscheidung zwischen formeller und materieller Illegalität der betroffenen Anlage herausgebildet. Formell illegal ist eine genehmigungspflichtige Anlage, die ohne Genehmigung errichtet wurde. Materiell illegal ist eine Anlage, die materiellem Baurecht widerspricht. Diese Unterscheidung ist unter dem Gesichtspunkt der Verhältnismäßigkeit für die Ermessensausübung von Bedeutung: Für besonders belastende Maßnahmen, etwa eine Abrissverfügung, muss die Anlage im Regelfall formell und materiell illegal sein, da eine Verpflichtung zum Abriss lediglich wegen einer fehlenden Genehmigung eine unangemessen harte Maßnahme darstellte.
Ändert sich die baurechtliche Beurteilung einer genehmigten Anlage dahingehend, dass diese künftig nicht mehr genehmigungsfähig ist, wirkt sich dies auf deren Rechtmäßigkeit nicht aus: Da die Genehmigung die Zulässigkeit einer Anlage verbindlich feststellt, begründet sie formellen Bestandsschutz, was einem aufsichtsrechtlichen Einschreiten entgegensteht. Materieller Bestandsschutz besteht, falls eine nicht genehmigte bauliche Anlage zu einem Zeitpunkt in der Vergangenheit dem materiellen Recht entsprach.

## Bauplanungsrechtliche Zulässigkeit eines Bauvorhabens
Damit ein Vorhaben durch die Baubehörde genehmigt werden darf, muss es gemäß § 29 bis § 38 BauGB bauplanungsrechtlich zulässig sein. Welche Zulässigkeitsvoraussetzungen an das Vorhaben angelegt werden, richtet sich danach, in welchem Baugebiet es errichtet werden soll.
Für Großprojekte und besonders umweltrelevante Vorhaben gelten abweichende Vorschriften, etwa das Planfeststellungsrecht und das Bundes-Immissionsschutzgesetz (BImSchG).

### Vorhaben
Der Anwendungsbereich des Bauplanungsrechts ist eröffnet, wenn ein Vorhaben im Sinne von § 29 Absatz 1 BauGB vorliegt. Als Vorhaben gelten die Errichtung, Änderung oder Nutzungsänderung einer baulichen Anlage sowie die Aufschüttung und Abgrabung größeren Umfangs, die Ausschachtung und die Ablagerung.
Der Begriff der baulichen Anlage wird im BauGB nicht definiert. Die landesrechtlichen Definitionen gelten im Rahmen des BauGB nicht, da Landesrecht keinen bundesrechtlichen Begriff definieren kann. Der Anlagenbegriff des BauGB besitzt zwei Tatbestandsmerkmale: Zum einen handelt es sich um ein Objekt, das mit dem Erdboden fest verbunden ist und nach dem Willen des Bauherrn langfristig Bestand haben soll. Zum anderen besitzt das Objekt bodenrechtliche Relevanz. Dies trifft zu, wenn es die in § 1 Absatz 5 und 6 BauGB genannten Belange, etwa den Umweltschutz, in einer Weise berühren kann, die ein Bedürfnis nach regelnder Bauleitplanung weckt.

### Vorhaben im Planbereich

#### Grundsätzlicher Maßstab: Bebauungsplan, § 30 BauGB
Liegt das geplante Vorhaben im Geltungsbereich eines Bebauungsplans, der zumindest Festsetzungen über Art und Maß der baulichen Nutzung, die überbaubaren Grundstücksflächen und die örtlichen Verkehrsflächen enthält, richtet sich seine Zulässigkeit gemäß § 30 Absatz 1 BauGB allein nach diesem. Einen solchen Plan bezeichnet die Rechtswissenschaft als qualifizierten Bebauungsplan. In Fällen des § 30 Absatz 1 BauGB ist ein Vorhaben zulässig, wenn es den Festsetzungen des Plans nicht widerspricht und seine Erschließung gesichert ist. Ein Widerspruch besteht, wenn das Vorhaben mit dem Wortlaut einer Festsetzung nicht vereinbar ist, die effektive Durchsetzung des Plans gefährdet oder den Charakter des beplanten Gebiets verändert. Eine hinreichende Erschließung liegt vor, wenn das Vorhaben im Zeitpunkt seiner Vollendung voraussichtlich an die zu seinem Betrieb erforderliche Infrastruktur angeschlossen ist, etwa an Verkehrswege und die Versorgung mit Strom und Wasser.
Soweit ein Bebauungsplan keine Vorgaben zur baurechtlichen Zulässigkeit eines Vorhabens enthält, richtet sich dessen Zulässigkeit gemäß § 30 Absatz 3 BauGB nach den Vorschriften über den unbeplanten Baubereich. Ein solcher Plan wird in der Rechtswissenschaft als einfacher Bebauungsplan bezeichnet. Ein Vorhaben im Geltungsbereich eines solchen Plans ist zulässig, wenn es weder dessen Festsetzungen noch den einschlägigen Vorschriften über den unbeplanten Baubereich widerspricht und seine Erschließung gesichert ist.
Um eine besondere Form des Bebauungsplans handelt es sich beim vorhabenbezogenen Bebauungsplan gemäß § 12 BauGB. Dieser dient der Regelung der Zulässigkeit eines einzelnen Vorhabens. Daher richtet sich die Zulässigkeit des Vorhabens gemäß § 30 Absatz 2 BauGB nach dessen Festsetzungen. Zudem muss die Erschließung des Vorhabens gesichert sein.

#### Ausnahme und Befreiung, § 31 BauGB
Der Bebauungsplan kann nicht alle Eventualitäten erfassen. Daher bietet das BauGB mit den Rechtsinstrumenten der Ausnahme und der Befreiung die Möglichkeit, Einzelfallgerechtigkeit zu verwirklichen und den zuständigen Behörden einen Entscheidungsspielraum bezüglich der Zulässigkeit eines Vorhabens zu eröffnen.
Die Ausnahme ist in § 31 Absatz 1 BauGB normiert und erlaubt der Gemeinde, die einen Bebauungsplan aufstellt, von den grundsätzlich geltenden Planfestsetzungen Abweichungen vorzusehen. Hierdurch ermöglicht sie der Baubehörde, im Einzelfall von den Planfestsetzungen abzuweichen. Dies hat zur Folge, dass ein Vorhaben bauplanungsrechtlich zulässig sein kann, das zwar den Festsetzungen des Plans widerspricht, allerdings den Tatbestand einer Ausnahme erfüllt. Der Ersteller des Bebauungsplans besitzt bei der Gestaltung einer Ausnahme großen Spielraum. Er muss sie allerdings so formulieren, dass sie für das festgesetzte Baugebiet verträglich ist. Weiterhin darf die Ausnahme nicht derart weit gefasst werden, dass Bebauungsformen, die nach dem Bebauungsplan lediglich ausnahmsweise zulässig sein sollen, so zahlreich auftreten können, dass sie den festgesetzten Gebietscharakter verändern. Praktisch bedeutende Ausnahmen enthalten die in der BauNVO normierten Gebietspläne in ihren jeweiligen dritten Absätzen. So dürfen beispielsweise gemäß § 3 Absatz 3 Nummer 1 BauNVO in einem reinen Wohngebiet ausnahmsweise Läden und nicht störende Handwerksbetriebe zugelassen werden.
Auf die gleiche Rechtsfolge wie die Ausnahme zielt das Rechtsinstitut der Befreiung gemäß § 31 Absatz 2 BauGB. Hiernach kann die Genehmigungsbehörde nach ihrem Ermessen ein Vorhaben von einer Planfestsetzung befreien. Anders als die Ausnahme ist Befreiung nicht im Bebauungsplan vorgesehen, sodass die Genehmigungsbehörde, die eine Befreiung erteilt, die Planung der Gemeinde durchbricht. Daher kann eine Befreiung lediglich unter bestimmten Voraussetzungen erteilt werden: Sie muss die Grundzüge der Bauleitplanung beachten und unter Würdigung nachbarlicher Interessen mit den öffentlichen Belangen vereinbar sein. Weiterhin muss einer der drei in § 31 Absatz 2 BauGB vorgesehenen Befreiungsgründe vorliegen. Hiernach kommt eine Befreiung in Frage, wenn dies Gründe des Allgemeinwohls erfordern, die Abweichung städtebaulich vertretbar ist oder andernfalls eine unbeabsichtigte Härte für den Bauherrn bestünde.
Ist die Baugenehmigungsbehörde nicht zugleich die Gemeinde, innerhalb deren Gebiets das Vorhaben gebaut werden soll, darf die Erteilung der Ausnahme oder Befreiung gemäß § 36 BauGB nur mit deren Einvernehmen erteilt werden. Diese Vorgabe bezweckt den Schutz der verfassungsrechtlich gewährleisteten Planungshoheit der Gemeinde (Art. 28 Absatz 2 Satz 1 GG).

### Vorhaben außerhalb des Planbereichs
Beabsichtigt der Bauherr die Errichtung eines Vorhabens in einem Gebiets, das außerhalb des Geltungsbereichs eines Bebauungsplans liegt, richtet sich dessen Zulässigkeit danach, ob es im Innen- oder im Außenbereich errichtet werden soll.

#### Vorhaben im unbeplanten Innenbereich, § 34 BauGB
Wie der Planbereich ist auch der unbeplante Innenbereich (§ 34 BauGB) grundsätzlich zur Bebauung vorgesehen. Beim Innenbereich handelt es sich gemäß § 34 Absatz 1 BauGB um einen im Zusammenhang bebauten Ortsteil. Den Begriff des Ortsteils definiert die Rechtsprechung als Bebauungskomplex, welcher nach der Zahl der vorhandenen Bauten ein gewisses Gewicht besitzt und Ausdruck einer organischen Siedlungsstruktur ist. Im Zusammenhang bebaut ist dieser, falls er den Eindruck der Geschlossenheit vermittelt. Dies beurteilt sich maßgeblich anhand des äußeren Erscheinungsbilds der Bebauung. Indizien sind etwa die Topografie und Straßenzüge. Da die Beurteilung der Geschlossenheit von der Gewichtung einer Vielzahl von Faktoren abhängt, ist der räumliche Anwendungsbereich des § 34 BauGB in der Rechtspraxis oftmals strittig: Dünnt sich die Bebauung zum Ortsrand hin allmählich aus, ist oft nicht auf den ersten Blick festzustellen, ob ein Vorhaben noch dem Innenbereich angehört. Um Abgrenzungsschwierigkeiten zu verringern, kann die Gemeinde, in deren Hoheitsgebiet die zu bebauende Fläche liegt, gemäß § 34 Absatz 4 BauGB mithilfe von Satzungen bestimmen, welche Areale zum Innenbereich zählen.
Ein Vorhaben im Innenbereich ist gemäß § 34 Absatz 1 BauGB zulässig, wenn es sich in die Eigenart der näheren Umgebung einfügt und seine Erschließung gesichert ist. Ersteres trifft zu, falls sich das Vorhaben seiner Beschaffenheit nach innerhalb des durch die vorhandene Bebauung gebildeten Rahmens bewegt und auf diese Rücksicht nimmt. Das Einfügen beurteilt sich hinsichtlich des geplanten Vorhabens anhand eines typisierenden Maßstabs: Bei der Bewertung des geplanten Vorhabens wird geprüft, ob ein Vorhaben dieser Art mit dem Baugebiet verträglich ist.
Entspricht die nähere Umgebung einem der in der BauNVO geregelten Baugebietstypen, beurteilt sich das Einfügen hinsichtlich der zulässigen Art der baulichen Nutzung gemäß § 34 Absatz 2 BauGB anhand der BauNVO. Entspricht die nähere Umgebung beispielsweise einem reinen Wohngebiet (§ 3 BauNVO), fügt sich ein Vorhaben bei typisierender Betrachtung ein, wenn es in einem reinen Wohngebiet zulässig wäre.
Schließlich muss das Vorhaben die Anforderungen an gesunde Wohn- und Arbeitsverhältnisse wahren. Zudem darf es das Ortsbild nicht beeinträchtigen und keine schädlichen Auswirkungen auf zentrale Versorgungsbereiche haben.

#### Vorhaben im Außenbereich, § 35 BauGB
Der Außenbereich (§ 35 BauGB) erfasst alle unbeplanten Gebiete, die außerhalb des Innenbereichs liegen. Der Außenbereich soll nach dem Willen des Gesetzgebers so weit wie möglich von Bebauung freigehalten werden. Daher sind dort grundsätzlich lediglich privilegierte Vorhaben zulässig.

##### Privilegiertes Vorhaben
Ein Vorhaben ist privilegiert, wen es unter einen der in § 35 Absatz 1 BauGB genannten Tatbestände fällt. Diese umfassen unterschiedliche Vorhabentypen, etwa land-, forstwirtschaftliche und gartenbauliche Betriebe, Objekte zur Energieversorgung sowie Vorhaben, die mit benachbarter Bebauung typischerweise in Konflikt geraten.
Ein privilegiertes Vorhaben ist zulässig, wenn ihm öffentliche Belange nicht entgegenstehen. Dieses Tatbestandsmerkmal bewirkt eine Abwägung: Die Genehmigungsbehörde vergleicht das Interesse am Vorhaben mit dem Gewicht kollidierender öffentlicher Belange. § 35 Absatz 3 BauGB nennt einige öffentliche Interessen, die einem Vorhaben typischerweise entgegenstehen, etwa das Verursachen schädlicher Umwelteinwirkungen. Da der Gesetzgeber durch die Privilegierung bestimmte Vorhaben bevorzugt dem Außenbereich zuordnet, spricht eine Vermutung für das Überwiegen des Interesses am Vorhaben.
Die Zulässigkeit eines privilegierten Vorhabens im Außenbereich setzt weiterhin voraus, dass seine Erschließung ausreichend gesichert ist. Der Umfang der notwendigen Erschließung richtet sich maßgeblich nach der Art des jeweiligen Vorhabens. Schließlich darf das Vorhaben nicht den Festsetzungen eines einfachen Bebauungsplans widersprechen.

##### Nichtprivilegiertes Vorhaben
Ist ein Vorhaben nicht privilegiert, richtet sich seine Zulässigkeit nach § 35 Absatz 2 BauGB. Hieraus folgt gegenüber § 35 Absatz 1 BauGB ein Unterschied in Bezug auf den Schutz öffentlicher Belange: Damit das Vorhaben zugelassen werden kann, darf es öffentliche Belange nicht beeinträchtigen. Ob eine Beeinträchtigung vorliegt, ergibt sich infolge einer Abwägung, wobei das Interesse am Vorhaben anders als im Rahmen von § 35 Absatz 1 BauGB regelmäßig lediglich ein geringes Gewicht besitzt.
Sind die Tatbestandsvoraussetzungen des § 35 Absatz 2 BauGB erfüllt, kann die Behörde das Vorhaben im Einzelfall zulassen. Der Begriff „können“ räumt zwar typischerweise einen Ermessensspielraum ein, wegen des verfassungsrechtlichen Schutzes der Baufreiheit ist das Ermessen der Behörde jedoch im Regelfall auf null reduziert. Daher liest die Rechtswissenschaft die Formulierung „können zugelassen werden“ als „sind zuzulassen“.

##### Teilprivilegiertes Vorhaben
§ 35 Absatz 4 BauGB nimmt für bestimmte Vorhaben, die unter § 35 Absatz 2 BauGB fallen, eine beschränkte Privilegierung vor, die dem Bestandsschutz dient. Die Norm erfasst Vorhaben, welche die Änderung eines zulässigerweise errichteten Bauwerks zum Gegenstand haben. Gemäß § 35 Absatz 4 BauGB dürfen gegen deren Zulässigkeit bestimmte Einwände nicht erhoben werden, etwa der Widerspruch zu einem Landschaftsplan. Vorhaben, die unter § 35 Absatz 4 BauGB fallen, werden in der Rechtswissenschaft als teilprivilegiert bezeichnet.

### Vorhaben während der Planaufstellung, § 33 BauGB
§ 33 BauGB regelt die Zulässigkeit von Vorhaben, die absehbarer Zukunft im Geltungsbereich eines Bebauungsplans liegen werden. Die Norm bezweckt die Beschleunigung des Genehmigungsverfahrens. Hierzu ermöglicht sie bereits vor Inkrafttreten des Plans, ein Vorhaben zu genehmigen, das nach gegenwärtigem Prüfmaßstab unzulässig, nach dem künftigen indessen zulässig wäre. Dies kommt in Betracht, sobald ein Beschluss über die Planaufstellung gefasst und die Öffentlichkeits- und Behördenbeteiligung durchgeführt wurde, also das Stadium formeller Planreife erreicht wurde. Das Vorhaben ist in diesem Fall zulässig, wenn es mit den voraussichtlichen Planfestsetzungen vereinbar ist (materielle Planreife), der Bauherr diese Festsetzungen als verbindlich anerkennt und seine Erschließung gesichert ist.

## Nachbarschutz im öffentlichen Baurecht
Oft kollidiert das Interesse des Bauherrn an seinem Vorhaben mit dem Interesse eines Nachbarn. In der Rechtspraxis bestehen derartige Konflikte insbesondere in zwei Fallkonstellationen: Zum einen kann sich ein Nachbar daran stören, dass der Bauherr eine Baugenehmigung für sein Vorhaben erhält. Zum anderen kann er Anstoß an einer bestimmten Art der Grundstücksnutzung nehmen. In erstgenannter Fallkonstellation richtet sich sein rechtliches Interesse darauf, die Baugenehmigung zu beseitigen. In letztgenannter Fallkonstellation begehrt er ein Einschreiten der Bauaufsichtsbehörde gegen den Bauherrn.
Seine Interessen kann der Nachbar mittels unterschiedlicher Rechtsbehelfe verfolgen, die sich gegen die Baubehörde richten. In öffentlich-rechtlichen Nachbarschaftsstreitigkeiten besteht also prozessual ein Dreiecksverhältnis. Hieraus ergeben sich mehrere prozessuale Besonderheiten gegenüber Konstellationen, an denen lediglich ein Bürger und eine Behörde beteiligt sind. Mit den nachbarrechtlichen Dreiecksbeziehungen befasst sich das öffentliche Nachbarrecht.
Neben dem öffentlichen Nachbarrecht steht eigenständig das private Nachbarrecht. In diesem ist beispielsweise der Unterlassungsanspruch des Eigentümers aus § 1004 BGB von großer praktischer Bedeutung. Beim privaten Nachbarschutz geht der Nachbar unmittelbar gegen den Bauherrn vor.

### Grundlagen des öffentlich-rechtlichen Nachbarrechts

#### Begriff des Nachbarn
Als Nachbar kommt in Frage, wer sich im räumlichen Einwirkungsbereich einer baulichen Anlage befindet. Da sich die Normen des öffentlichen Baurechts unmittelbar nicht auf Personen, sondern auf Grundstücke beziehen, erfahren lediglich diejenigen Schutz, die Eigentum an einem Grundstück in räumlicher Nähe zum Vorhaben haben. Ebenfalls als Nachbar gilt, wer eine eigentümerähnliche Rechtsstellung an einem Grundstück innehat, etwa der Inhaber eines Nießbrauchsrechts. Nicht als Nachbarn gelten demgegenüber lediglich obligatorisch Berechtigte, etwa der Mieter oder der Pächter.

#### Klagebefugnis
Die Zulässigkeit einer verwaltungsgerichtlichen Klage eines Nachbarn setzt gemäß § 42 Absatz 2 VwGO voraus, dass dieser klagebefugt ist. Dies trifft zu, wenn er geltend macht, in seinen Rechten verletzt zu sein und diese Verletzung nicht offensichtlich ausscheidet.
Durch das Tatbestandsmerkmal der Klagebefugnis bringt die VwGO zum Ausdruck, dass Gerichtsverfahren nicht als objektives Beanstandungsverfahren fungieren, sondern den Schutz individueller Rechte bezwecken. Klagebefugt ist der Nachbar daher, wenn er geltend macht, dass das Vorhaben seines Nachbarn eine Rechtsnorm verletzt, die ihn persönlich schützt. Ein solcher Drittschutz liegt vor, wenn die Norm dazu bestimmt ist, zumindest auch den Kläger als Nachbarn zu schützen; ihr Zweck darf sich also nicht auf den Schutz der Allgemeinheit oder der öffentlichen Hand beschränken.
Ob eine Norm Drittschutz bezweckt, ergibt sich aus ihrem Wortlaut. Ist dieser uneindeutig, kann sich eine drittschützende Wirkung auch aus ihrer Auslegung ergeben. Drittschützende Normen enthält sowohl das Bauplanungsrecht als auch das Bauordnungsrecht. Drittschutz entfaltet zudem die Eigentumsgarantie des Art. 14 GG. Allerdings wird dieses Grundrecht durch das Bauplanungs- und das Bauordnungsrecht als Konkretisierungen des Eigentumsrechts weitgehend verdrängt.
Die Rechtswissenschaft unterscheidet zwischen generell und partiell drittschützenden Normen. Eine generell drittschützende Norm schützt ohne weiteres jeden, der von ihrem Regelungsgehalt betroffen ist. Partiell drittschützend ist eine Norm demgegenüber, die lediglich dann Drittschutz entfaltet, falls sie ein Tatbestandsmerkmal enthält, das auf nachbarliche Belange Rücksicht nimmt. Aus diesen Vorschriften leitet die Rechtsprechung das Gebot der Rücksichtnahme ab. Mit dessen Hilfe legt sie unbestimmte Rechtsbegriffe unter Würdigung aller betroffenen schutzbedürftigen und schutzwürdigen Interessen aus, um ein angemessenes Ergebnis zu erzielen.

##### Drittschutz im Bauplanungsrecht
Generellen Drittschutz entfalten die Festsetzungen über Art der baulichen Nutzung nach der BauNVO. Hiernach kann ein Nachbar, der Festsetzungen eines Bebauungsplans unterworfen ist, von Bauherren im selben Baugebiet verlangen, dass diese die Vorgaben des Plans einhalten. Dieses Recht wird in der Rechtswissenschaft als Gebietserhaltungsanspruch bezeichnet. Es beruht auf der Überlegung, dass die Angehörigen eines Baugebiets eine bau- und bodenrechtliche Schicksalsgemeinschaft bilden. Ein vergleichbares Nachbarrecht besteht im Rahmen eines faktischen Baugebiets nach § 34 Absatz 2 BauGB. Weicht ein Vorhaben im Rahmen einer Ausnahme oder einer Befreiung nach § 31 BauGB von einer drittschützenden Festsetzung ab, besitzt zudem § 31 BauGB drittschützende Wirkung.
Partiell drittschützend ist die Vorgabe des § 34 Absatz 1 Satz 1 BauGB, dass sich ein Vorhaben in seine Umgebung einfügen muss. In Verbindung mit dem Gebot der Rücksichtnahme kann ein Nachbar rügen, dass ein Vorhaben nicht hinreichend Rücksicht auf seine Belange nimmt. Dies nahm die Rechtsprechung beispielsweise aufgrund des drohenden Anstiegs von Lärm im Fall der Umwandlung einer Gaststätte in eine Diskothek an.
Bei § 35 BauGB handelt es sich um eine partiell drittschützende Regelung: Durch die Privilegierung bestimmter Vorhaben werden diese davor geschützt, dass andere Bebauung die Durchsetzung der Privilegierung gefährdet. Dies trifft etwa zu, wenn Wohnbebauung an ein privilegiertes Vorhaben heranrückt, sodass dieses befürchten muss, mit schärferen Auflagen zugunsten der Wohnbebauung konfrontiert zu werden. Zudem werden nachbarliche Belange im Rahmen des § 35 Absatz 3 Satz 1 Nummer 3 BauGB über das Tatbestandsmerkmal der schädlichen Umwelteinwirkungen berücksichtigt, sodass diese Bestimmung Drittschutz entfaltet.
§ 15 Absatz 1 Satz 2 BauNVO schützt in Verbindung mit dem Gebot der Rücksichtnahme partiell durch das Verbot unzumutbarer Belästigungen oder Störungen.
Schließlich vermittelt das Abwägungsgebot des § 1 Absatz 7 BauGB Drittschutz. In der Praxis ist diese Norm vor allem für Rechtsschutzsuchende von Bedeutung, die außerhalb des Plangebiets siedeln.

##### Drittschutz im Bauordnungsrecht
Im Bauordnungsrecht entfalten Normen Drittschutz, die dem Schutz von Leib, Leben oder Eigentum dienen. Dies trifft etwa auf Vorschriften über die Standsicherheit baulicher Anlagen sowie über Abstandsflächen zu. Auch diejenigen Regelungen zum abwehrenden Brandschutz, die das Übergreifen eines Brandes auf das Nachbargrundstück verhindern sollen, haben nachbarschützenden Charakter.

### Prozessuale Besonderheiten eines Anfechtungsbegehrens
Will der Nachbar gegen eine Baugenehmigung vorgehen, kommen als Rechtsbehelfe Widerspruch bei der Widerspruchsbehörde und Anfechtungsklage (§ 42 Absatz 1 Alternative 1 VwGO) vor dem Verwaltungsgericht in Frage. Hierdurch kann er erwirken, dass die Baugenehmigung zurückgenommen oder aufgehoben wird.

#### Klagebefugnis
Klagebefugt ist der Nachbar, wenn er geltend macht, durch die Baugenehmigung in einem eigenen Recht verletzt zu sein. Ausnahmsweise entbehrlich ist die Geltendmachung eines eigenen Rechts im Fall des § 64 des Bundesnaturschutzgesetzes oder der § 2, § 4 des Umwelt-Rechtsbehelfsgesetzes: Hiernach darf eine anerkannte Naturschutzvereinigung ohne Berufen auf ein subjektives Recht eine hoheitliche Maßnahme mit der Behauptung angreifen, sie verletze Naturschutzbestimmungen.

#### Klagefrist
Gemäß § 70 Absatz 1 Satz 1, § 74 Absatz 1 Satz 1 VwGO sind Widerspruch und Anfechtungsklage an eine Monatsfrist gebunden. Fristauslösendes Ereignis ist die Bekanntgabe der Baugenehmigung. Bleibt eine Bekanntgabe gegenüber dem Nachbarn aus, beginnt für das Einlegen eines Rechtsbehelfs nach Auffassung der Rechtsprechung analog § 58 Absatz 2 VwGO eine Jahresfrist, sobald der Nachbar Kenntnis von der Genehmigung erlangt oder deren Erteilung grob fahrlässig verkennt. Dies kommt etwa in Betracht, wenn der Bauherr erkennbar mit der Umsetzung seines Vorhabens beginnt.

#### Rechtsschutzbedürfnis
Das Vorliegen aller Zulässigkeitsvoraussetzungen einer Klage indiziert, dass der Kläger ein Interesse an Rechtsschutz hat. In Ausnahmefällen ist ihm der Rechtsschutz jedoch verwehrt, weil sein Interesse nicht schützenswert ist.
Das Rechtsschutzbedürfnis kann beispielsweise durch Verwirkung entfallen: Sucht der Nachbar für längere Zeit keinen Rechtsschutz und bewegt er den Bauherrn dazu, darauf zu vertrauen, dass dies auch in Zukunft nicht geschehen wird, verstieße es gegen das allgemeine Rechtsprinzip Treu und Glauben, wenn der Nachbar dennoch Klage erhebt. Daher ist diese mangels Rechtsschutzbedürfnisses unzulässig. Entsprechendes gilt, wenn der Nachbar seine Unterschrift unter die Baupläne leistet, auf seine Rechte verzichtet oder eine zivilrechtliche Vereinbarung trifft. Die Verzichtserklärung wird nach vorherrschender Auffassung in der Rechtswissenschaft analog § 130 BGB behandelt und ist nur solange widerruflich, bis sie der Behörde zugeht. Sie kann allerdings gemäß § 119 BGB angefochten werden. Nach anderer Ansicht ist der Verzicht nach § 183 BGB bis zur Genehmigung des Vorhabens bedingt und deshalb bis dahin frei widerruflich.
Unzulässig sind ferner Klagen, die vom Grundstückseigentümer erhoben werden, der das Grundstück allein deshalb erworben hat, um als Nachbar gegen ein Bauvorhaben vorgehen zu können. Umstritten war in Rechtslehre und Rechtsprechung der Grund, warum in diesen Fällen Rechtsschutz zu versagen war: Die herrschende Literatur hielt solche Klagen bereits mangels Klagebefugnis oder mangels Rechtsschutzbedürfnis für unzulässig. Das Bundesverwaltungsgericht stellte demgegenüber für lange Zeit heraus, dass das Eigentum an einem Grundstück ungeachtet der Motive des Erwerbs für die Klagebefugnis ausreiche. Mittlerweile ist es allerdings dazu übergegangen, solchen Klagen wegen Rechtsmissbrauchs als unzulässig abzuweisen.
Schließlich fehlt es am Rechtsschutzbedürfnis, wenn der Nachbar eine Rechtsverletzung rügt, die er ebenfalls begeht.

#### Aufschiebende Wirkung von Rechtsbehelfen
Gemäß § 212a Absatz 1 BauGB besitzen Widerspruch und Anfechtungsklage gegen die Baugenehmigung abweichend vom Grundsatz des § 80 Absatz 1 Satz 1 VwGO keine aufschiebende Wirkung, sodass deren Einlegung den Bauherrn nicht daran hindert, mit der Durchführung seines Vorhabens zu beginnen. Hierdurch soll der Bauherr die Möglichkeit erhalten, möglichst rasch mit der Umsetzung seines Vorhabens beginnen zu können. Der Nachbar kann allerdings durch Antrag im einstweiligen Rechtsschutz erreichen, dass die aufschiebende Wirkung eines Rechtsbehelfs wiederhergestellt wird. Aufgrund der Dreiecksbeziehung innerhalb öffentlich-rechtlicher Nachbarschaftsstreitigkeiten erfolgt dies nach § 80a Absatz 3 Satz 2 VwGO in Verbindung mit § 80 Absatz 5 Satz 1 Variante 1 VwGO.

#### Notwendige Beiladung
Der Bauherr muss gemäß § 65 Absatz 2 VwGO zu einem Anfechtungsprozess beigeladen werden.

#### Begründetheit der Nachbarklage
Die Anfechtungsklage gegen eine Baugenehmigung hat gemäß § 113 Absatz 1 Satz 1 VwGO Erfolg, soweit die Genehmigung rechtswidrig ist und der Kläger hierdurch in seinen Rechten verletzt ist; letzteres ist dann der Fall, wenn die Norm, gegen die verstoßen wird, zumindest auch den Zweck hat, die subjektiven Rechte des Klägers zu schützen. Entsprechendes gilt für einen Antrag auf Gewährung vorläufigen Rechtsschutzes.
Verlust des Nachbarrechts
Sowohl das Recht des Nachbarn zur Einlegung eines Widerspruchs oder einer Klage als auch sein Recht gegen die Behörde zum Einschreiten gegen den Bauherrn können verloren gehen. Das kann zum einen dadurch geschehen, dass der Nachbar die – in der Regel einmonatige – Frist zur Einlegung des Rechtsbehelfs versäumt hat. Diese Frist beginnt mit der Bekanntgabe der Genehmigung an den Nachbarn zu laufen oder, falls keine Bekanntgabe an ihn erfolgt ist, zu dem Zeitpunkt, in dem der Nachbar zuverlässig von der Genehmigung und deren Inhalt erfahren hat; unter Umständen muss er sich nach dem Inhalt erkundigen. Zum anderen kann der Nachbar sein Recht dadurch verloren haben, dass er dem Vorhaben zugestimmt hat oder auf sonstige Weise auf sein Recht verzichtet hat. Schließlich kann er sein Abwehrrecht (z. B. gegen ein seit Jahren in der Abstandsfläche stehendes Gartenhaus) verwirkt haben. Hierfür bedarf es mehr als nur eines erheblichen Zeitraums. Hinzu kommen muss, dass bei dem Bauherrn das Vertrauen entstanden ist, der berechtigte Nachbar werde sein Abwehrrecht nach all der Zeit nicht mehr wahrnehmen, sowie, dass der Bauherr eben dieses Vertrauen in schutzwürdiger Weise betätigt hat (z. B. das Gartenhaus renoviert hat).

### Prozessuale Besonderheiten eines Verpflichtungsbegehrens
Das Verpflichtungsbegehren des Nachbarn besteht typischerweise in folgenden Situationen:
1. Der Bauherr beginnt mit dem Bau eines genehmigungspflichtigen Vorhabens, obwohl keine Baugenehmigung vorliegt (Schwarzbau). Der Nachbar möchte dies verhindern.
2. Der Bauherr eines genehmigungspflichtigen Vorhabens hatte ursprünglich eine Baugenehmigung, die später aufgehoben wurde (etwa wegen Anfechtung durch den Nachbarn). Der Bauherr schafft dennoch Fakten und führt den Bau fort. Der Nachbar will den Bau stoppen.
3. Der Bauherr eines genehmigungsfreien Vorhabens (Freistellungsverfahren, Anzeigeverfahren, Kenntnisgabeverfahren) beginnt mit dem Bau. Der Nachbar möchte dies verhindern.

In diesen Fällen begehrt der Nachbar, dass die Baubehörde einschreitet und einen Verwaltungsakt gegen den Bauherrn erlässt. Dieses Ziel kann er mithilfe einer Verpflichtungsklage gegen die Behörde erreichen. Innerhalb dieser macht er einen Anspruch auf bauaufsichtsrechtliches Einschreiten geltend. Da die Rechtsgrundlagen des bauaufsichtsrechtlichen Einschreitens der Behörde einen Ermessensspielraum einräumen, beschränkt sich der Anspruch des Klägers grundsätzlich auf eine ermessensfehlerfreie Entscheidung über das Einschreiten. Einen Anspruch unmittelbar auf Einschreiten besitzt der Bürger lediglich im Fall einer Ermessensreduzierung auf null. Eine solche kann etwa vorliegen, wenn vom Verhalten des Bauherrn eine besonders große Gefahr ausgeht.
Eine besondere Problematik stellt sich im Falle eines genehmigungsfreien Vorhabens: Hier besteht gerade kein anfechtbarer Verwaltungsakt für den Nachbarn. Beim Freistellungsverfahren muss der Bau ja nur angezeigt werden. Drittschützende Normen werden nicht geprüft. Einzige Möglichkeit des Nachbarn auf Rechtsschutz ist von vornherein der Erlass einer einstweiligen Anordnung nach § 123 VwGO. Der Nachbar hat dann ein drittschützendes Recht geltend zu machen. Ein solches gerinnt aber nur dann zu einem Anspruch auf bauaufsichtliches Einschreiten, wenn auch das Ermessen der Behörde auf Null reduziert ist. Eine Ermessensreduzierung auf Null nimmt die Rechtsprechung hier schon dann an, wenn die Belange des Nachbarn „mehr als nur geringfügig“ berührt werden. Grund hierfür ist, dass bei der normalerweise üblichen Genehmigungspflicht eine Anfechtung der Genehmigung schon bei einem einfachen Verstoß möglich wäre. Das Freistellungsverfahren soll aber nicht den nachbarrechtlichen Schutz einschränken, sondern dient nur den Verfahrensvereinfachung für den Bauherrn. Nach einer Mindermeinung besteht aber auch in diesem Fall keine Ermessensreduzierung auf Null: Dem Nachbarn stehe ja der Zivilrechtsweg offen, was der Deregulierung diene.

### Nachbarschutz zugunsten einer Gemeinde
Steht ein Grundstück im Eigentum einer Gemeinde, wird sie wie eine Privatperson durch baurechtliche Normen geschützt, sodass sie gegen ein benachbartes Vorhaben rechtlich vorgehen kann. Zusätzlichen Schutz erfährt sie durch die bundes- und landesverfassungsrechtlich geschützte kommunale Selbstverwaltungsgarantie. Diese erlaubt ihr, gegen Handeln einer Nachbargemeinde vorzugehen, sofern dieses ihre Planung beeinträchtigt.

### Rechtsgeschichte
- Andrea Garrelmann: Die Entwicklung des Bauordnungsrechts. Arbeitsweisen der Landesgesetzgeber und wichtige Reformströmungen. Eine länderübergreifende Darstellung von Wirkungsweisen der Ländergesetzgebung. Lang, Frankfurt am Main 2010, ISBN 978-3-631-59569-5.

### Kommentare zum Baugesetzbuch
- Ulrich Battis, Michael Krautzberger, Rolf-Peter Löhr (Hrsg.): Baugesetzbuch: Kommentar. 13. Auflage. C.H. Beck, München 2016, ISBN 978-3-406-68750-1.
- Hans-Joachim Driehaus, Stefan Paetow, Otto Schlichter, Rudolf Stich (Hrsg.): Berliner Kommentar zum Baugesetzbuch. 3. Auflage. Heymann, Köln 2009, ISBN 978-3-452-24244-0.
- Werner Ernst, Willy Zinkahn, Walter Bielenberg, Michael Krautzberger (Hrsg.): Baugesetzbuch. 126. Auflage. C. H. Beck, München 2017, ISBN 978-3-406-38165-2.
- Wolfgang Schrödter (Hrsg.): Baugesetzbuch: Kommentar. 8. Auflage. Nomos, Baden-Baden 2015, ISBN 978-3-8329-5594-6.
- Willy Spannowsky, Michael Uechtritz: Beck’scher Online-Kommentar Öffentliches Baurecht. 39. Edition. C. H. Beck, München 2017.

### Lehr- und Handbücher
- Wilfried Erbguth, Mathias Schubert: Öffentliches Baurecht: mit Bezügen zum Umwelt- und Raumplanungsrecht. 6. Auflage. Erich Schmidt Verlag, Berlin 2015, ISBN 978-3-503-15731-0.
- Klaus Finkelnburg, Karsten Michael Ortloff, Christian Otto: Öffentliches Baurecht II: Bauordnungsrecht, Nachbarschutz, Rechtsschutz. 7. Auflage. C. H. Beck, München 2018, ISBN 978-3-406-70176-4.
- Werner Hoppe, Christian Bönker, Susan Grotefels (Hrsg.): Öffentliches Baurecht: Raumordnungsrecht, Städtebaurecht, Bauordnungsrecht. 4. Auflage. C. H. Beck, München 2010, ISBN 978-3-406-59163-1.
- Michael Hoppenberg, Siegfried de Witt (Hrsg.): Handbuch des öffentlichen Baurechts. 48. Auflage. C. H. Beck, München 2017, ISBN 978-3-406-34517-3.
- Stefan Muckel, Markus Ogorek: Öffentliches Baurecht. 2. Auflage. C. H. Beck, München 2014, ISBN 978-3-406-65253-0.
- Franz-Josef Peine: Öffentliches Baurecht: Grundzüge des Bauplanungs- und Bauordnungsrechts unter Berücksichtigung des Raumordnungs- und des Fachplanungsrechts. 4. Auflage. Mohr Siebeck, Tübingen 2003, ISBN 3-16-148021-X.
- Hubertus Schulte Beerbühl, Öffentliches Baunachbarrecht, 1. Auflage, Nomos Verlagsgesellschaft, Baden-Baden, ISBN 978-3-8487-3171-8
- Frank Stollmann, Guy Beaucamp: Öffentliches Baurecht. 11. Auflage. C.H. Beck, München 2017, ISBN 978-3-406-71256-2.
- Bernhard Stüer: Handbuch des Bau- und Fachplanungsrechts: Planung – Genehmigung – Rechtsschutz. 5. Auflage. C. H. Beck, München 2015, ISBN 978-3-406-64393-4.
- Martin Will: Öffentliches Baurecht mit verwaltungsprozessualen und staatshaftungsrechtlichen Bezügen. 1. Auflage. C. H. Beck, München 2019, ISBN 978-3-406-73351-2.